# Świergotek bagienny
Świergotek bagienny (Anthus rubescens) – gatunek małego wędrownego ptaka z rodziny pliszkowatych (Motacillidae). Występuje w Azji i Ameryce Północnej. Nielicznie, choć regularnie zalatuje do Europy, przeważnie z Ameryki Północnej; zwykle odnotowuje się kilka–kilkanaście stwierdzeń rocznie. Dawniej był uznawany za podgatunek siwerniaka (Anthus spinoletta). Mierzy 15–16 cm.

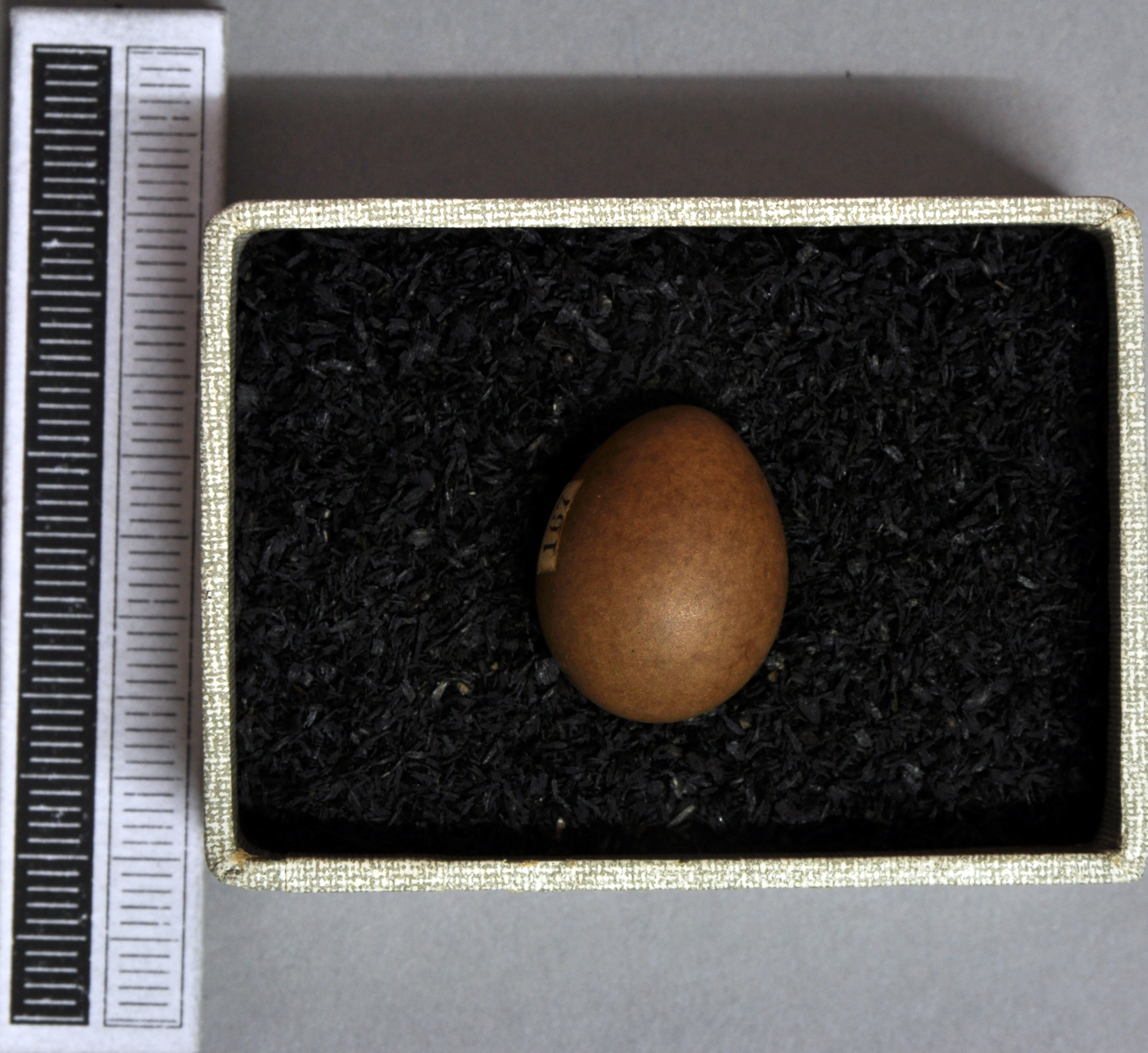
Jajo z kolekcji muzealnej

## Systematyka
Wyróżniono kilka podgatunków A. rubescens:
- świergotek syberyjski[4] (A. rubescens japonicus) – środkowa i wschodnia Syberia. Obecnie uznawany za oddzielny gatunek - A. japonicus. [7]
- świergotek bagienny[4] (A. rubescens rubescens) – północna i wschodnia Kanada, zachodnia Grenlandia i północno-wschodnie USA, wybrzeża północno-zachodniej i zachodniej Ameryki Północnej. Populacja z zachodniej części Ameryki Północnej (od Alaski przez Góry Nadbrzeżne na południe po Oregon) przez niektórych autorów wydzielana jako podgatunek A. rubescens pacificus[2].
- A. rubescens alticola – środkowe i południowe Góry Skaliste (zachodnia Ameryka Północna).

## Status
W Czerwonej księdze gatunków zagrożonych IUCN świergotek bagienny klasyfikowany jest jako gatunek najmniejszej troski (LC, Least Concern). W 2020 roku organizacja Partners in Flight szacowała liczebność światowej populacji na 20 milionów osobników. Globalny trend liczebności oceniany jest jako spadkowy.